# В шесть после войны
«В шесть после войны» (чеш. Po valče v šest hodin večer, «После войны в шесть часов вечера!») — выражение, означающее возвращение к рутине и нормальным обычаям после периода войны. Происхождение фразы — из книги чешского писателя Ярослава Гашека «Бравый солдат Швейк», вышедшей в 1923 году.

## «Бравый солдат Швейк»
В книге Гашека главный герой Йозеф Швейк после своего зачисления в австро-венгерскую армию в рамках Первой мировой войны становится личным помощником офицера, от имени которого он отправляется доставить любовное письмо замужней венгерской женщине. По пути к ней Швейк останавливается, чтобы выпить со своим хорошим другом, землекопом Водичкой. Выпивка продолжается, и во время неё развивается долгий разговор о сильной ненависти Водички к венграм. Когда они приходят в дом венгерской женщины, Водичка провоцирует массовую драку, в результате которой обоих берут под стражу. Когда их выпускают из тюрьмы и отправляют в свои части, Швейк и Водичка расстаются, договорившись встретиться в своем трактире «У чаши» на Боиште, «после войны в шесть часов вечера!».
Читатели книги не узнают в конце, действительно ли Швейк и Водичка встретились «в шесть после войны», поскольку Гашек умер, не успев закончить книгу, и были опубликованы первые четыре части из шести запланированных.

## В мировой культуре
В 1944 году вышел советский фильм «В 6 часов вечера после войны» режиссёра Ивана Пырьева с Мариной Ладининой в главной роли, в котором московская пара влюбленных записываются в Красную Армию в Великой Отечественной войне и обещают друг другу встретиться «в шесть часов вечера после войны» на Большом Каменном мосту. Музыка к фильму сочинена Тихоном Хренниковым. Фильм получил Сталинскую премию в 1946 году. В том же году вышла американская версия фильма под названием «В шесть вечера». После фильма фраза «в шесть часов после войны» стала расхожим выражением в русском языке.